# Cani da guardia (fumetto)
I Cani da guardia (Watchdogs) sono un'organizzazione terroristica immaginaria dei fumetti creata da Mark Gruenwald (testi) e Tom Morgan (disegni), pubblicata dalla Marvel Comics. La loro prima apparizione avviene in Captain America (vol. 1) n. 335 (novembre 1987).
Violento gruppo terroristico di estrema destra dedito a preservare la cultura e i valori americani dall'immoralità, i Cani da guardia ricorrono a metodi come vandalismo, incendio, sequestro di persona e perfino omicidio per combattere la pornografia, l'omosessualità, l'aborto, l'educazione sessuale e l'insegnamento della teoria dell'evoluzione.

## Storia editoriale
I Cani da guardia esordiscono su Captain America n. 335, edito nel novembre 1987, e, come per la maggior parte degli antagonisti introdotti sulle pagine della testata da Mark Gruenwald, simboleggiano aspetti della cultura americana e della situazione politica del periodo, nel caso specifico la censura e la repressione.

## Storia
I Cani da guardia, segretamente finanziati dal Teschio Rosso, nascono nel sud degli Stati Uniti ma in breve tempo si diffondono Georgia, Alabama, Mississippi, Tennessee, Virginia Occidentale, Missouri nonché nelle città di Washington e New York; scoperta una divisione del gruppo a Custer's Grove, il governo decide di mandare a investigare i nuovi Capitan America (John Walker) e Bucky (Lemar Hoskins) in quanto il primo, originario del luogo, avrebbe avuto maggior facilità ad infiltrarsi nell'organizzazione; pur non entusiasta dell'incarico poiché ideologicamente vicino al gruppo, Walker porta a termine la missione attirando tuttavia l'odio dei Cani da guardia che, nel momento in cui la vera identità dell'eroe viene rivelata alla nazione, rapiscono e uccidono i suoi genitori portandolo a impazzire per il dolore e a trasformarsi in un violento omicida a sangue freddo.
Dopo che Steve Rogers torna a vestire i panni di Capitan America e John Walker assume quelli di U.S. Agent, i due si coalizzano contro i Cani da guardia riuscendo a localizzare un loro campo di prigionia nel Vermont liberando dalle loro grinfiel'ex-fidanzata di Cap Bernie Rosenthal e portando all'arresto di numerosi membri del gruppo, che comunque rimane in attività.

## Struttura
I Cani da guardia sono suddivisi in cellule denominate "Canili" (Dogpounds) ed organizzati in unità operative autogestite chiamate "Branchi" (Packs) cui fanno capo appositi "Capi Branco" (Pack leaders). Nonostante ufficialmente il supremo leader del gruppo sia un misterioso individuo chiamato Cane da guardia Prime (Watchdog Prime), noto anche come Cane da guardia Uno (Watchdog One) o Cane Capo (Top Dog), in realtà a manovrare le loro operazioni è il Teschio Rosso. La divisa caratteristica dei Cani da guardia è un costume arancione e viola simile a una tenuta antisommossa; tra di loro i membri del gruppo si chiamano "Fratello Cane" (Dog-Brother).
I soli requisiti richiesti per diventare un membro dei Cani da guardia sono essere un adulto consenziente con regolare porto d'armi disposto a giurare sul proprio sangue di non essere un omosessuale, di credere nella Bibbia e nella Costituzione degli Stati Uniti d'America, di disprezzare l'immoralità ed essere pronto a opporsi con la violenza su tutti gli individui, le istituzioni, le attività e i materiali che il gruppo ritiene nocivi alla moralità statunitense.

## Altre versioni
Nell'universo Ultimate i Cani da guardia sono un gruppo di avversione sterminato dal Flagello.

## Altri media
- Nella serie televisiva Agents of S.H.I.E.L.D. i Cani da guardia sono un gruppo radicale di blogger anti-Inumani trasformatisi in un'organizzazione terroristica sotto la guida dell'ex-agente S.H.I.E.L.D. Felix Blake.